# Kisdér
Kisdér – wieś i gmina w południowej części Węgier, w pobliżu miasta Siklós, niedaleko granicy chorwackiej.
Administracyjnie Kisdér należy do powiatu Siklós, wchodzącego w skład komitatu Baranya i jest jedną z 53 gmin tego powiatu.
Na tamtejszym cmentarzu znajduje się 7 dębów 120-220 letnich.